# Strada statale 80 (Polonia)
La strada statale 80 (sigla DK 80, in polacco droga krajowa 80) è una strada statale polacca che attraversa il Paese da Pawłówek a Lubicz.